# Yuncheng Guangong Airport
Yuncheng Guangong Airport (kinesiska: 运城关公机场, 运城张孝机场) är en flygplats i Kina. Den ligger i provinsen Shanxi, i den norra delen av landet, omkring 330 kilometer sydväst om provinshuvudstaden Taiyuan. Yuncheng Guangong Airport ligger 379 meter över havet.
Runt Yuncheng Guangong Airport är det tätbefolkat, med 570 invånare per kvadratkilometer. Närmaste större samhälle är Yuncheng, 10,9 km söder om Yuncheng Guangong Airport. Runt Yuncheng Guangong Airport är det i huvudsak tätbebyggt.
Genomsnittlig årsnederbörd är 639 millimeter. Den regnigaste månaden är juli, med i genomsnitt 166 mm nederbörd, och den torraste är december, med 2 mm nederbörd.